# Mario Russotto

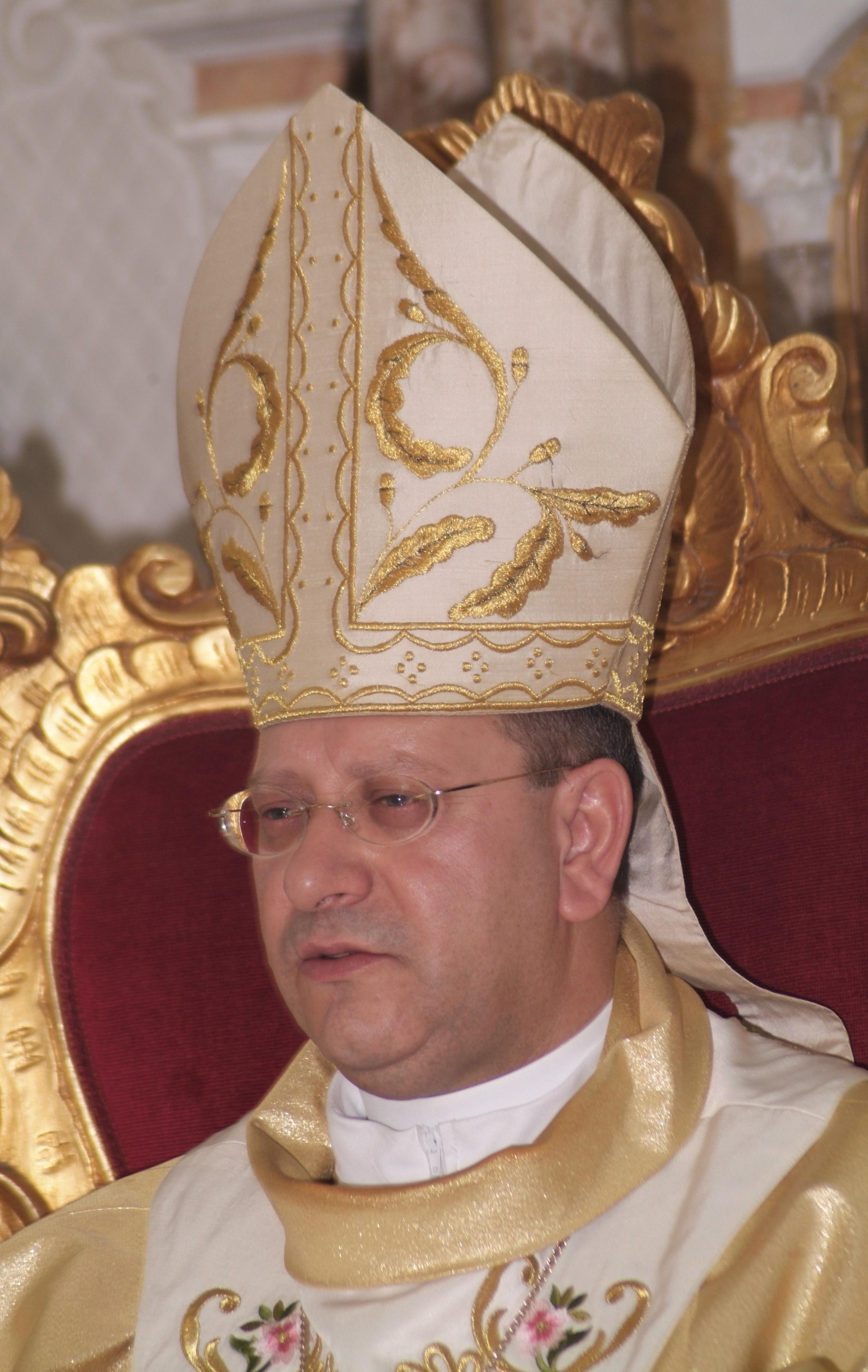
Mario Russotto

Bischofswappen von Mario Russotto

Mario Russotto (* 23. Juli 1957 in Vittoria, Provinz Ragusa, Italien) ist ein italienischer Geistlicher und römisch-katholischer Bischof von Caltanissetta.

## Biographie
Mario Russotto studierte am Priesterseminar des Bistums Ragusa und empfing am 29. Juni 1981 die Priesterweihe. Von 1987 bis 1991 war er Bischofsvikar für das geweihte Leben. Papst Johannes Paul II. verlieh ihm am 2. Dezember 1994 den Ehrentitel Kaplan Seiner Heiligkeit (Monsignore). 2001 wurde Russotto Sekretär der sizilianischen Bischofskonferenz.
Am 2. August 2003 ernannte ihn Papst Johannes Paul II. zum Bischof von Caltanissetta. Die Bischofsweihe spendete ihm der Erzbischof von Palermo, Salvatore Kardinal De Giorgi am 27. September desselben Jahres in der Kathedrale von Caltanissetta. Mitkonsekratoren waren dessen Amtsvorgänger Salvatore Kardinal Pappalardo und der Apostolische Nuntius in Italien, Erzbischof Paolo Romeo.
In der Sizilianischen Bischofskonferenz ist Mario Russotto Delegierter für Familie und Jugend.